# 除夕：双鱼玉佩
《除夕：双鱼玉佩》是一款由万岁游戏开发并由索尼互动娱乐发行在PlayStation VR的第一人称视角动作冒险游戏，首次发行日期为2019年4月16日。已经在港服、日服、欧服、美服PlayStation Store上架。本作是索尼互动娱乐上海发起的“中国之星计划”的作品之一。非VR版本于2020年3月30日在PlayStation 4上推出，并于2020年5月21日登陆Microsoft Windows平台。